# Anna Bajan
Anna Bajan, z domu Szteyn (ur. 14 kwietnia 1957 w Warszawie) – polska zawodniczka pięcioboju nowoczesnego, drużynowa mistrzyni świata, mistrzyni Polski.

## Życiorys
Sport zaczęła uprawiać w MKS MDK Warszawa (pływanie) i WKN Warszawa (narciarstwo), pięciobój nowoczesny rozpoczęła uprawiać w 1978 jako zawodniczka CWKS Legia Warszawa (do 1981), od 1981 do 1988 występowała w Lumelu Zielona Góra. Była dwukrotnie indywidualną mistrzynią Polski (1981, 1983) oraz dwukrotnie wicemistrzynią Polski (1984, 1986). W 1988 zdobyła także wicemistrzostwo Polski w szpadzie drużynowo.
Razem z Barbarą Kotowską i Magdaleną Jedlewską sięgnęła po pierwszy medal mistrzostw świata kobiet dla Polski - w 1984 drużynowo. W 1985 sięgnęła natomiast po największe sukcesy w karierze - drużynowe mistrzostwo świata (z B. Kotowską i Dorotą Idzi oraz brązowy medal indywidualnie. W mistrzostwach świata startowała jeszcze w 1981, 1983 i 1986.
W 1985 otrzymała złoty Medal za Wybitne Osiągnięcia Sportowe.
W 1984 ukończyła studia na Akademii Wychowania Fizycznego w Poznaniu. Pracowała jako nauczycielka w-f i trener. Jest członkiem zarządu Polskiego Związku Pięcioboju Nowoczesnego, a od grudnia 2012 prezesem tego związku. W styczniu 2012 została wybrana do sędziowania zawodów pięciobojowych na Igrzyskach Olimpijskich w Londynie (2012). 

## Życie prywatne
Jej mężem jest Marek Bajan.